# Анна и Командор
«Анна и Командор» — советский художественный фильм 1974 года, снятый режиссёром Евгением Хринюком на студии им. А. Довженко

## Сюжет
Решив написать сценарий об известном учёном (Василий Лановой), погибшем во время испытаний, драматург (Иннокентий Смоктуновский) знакомится с его женой (Алиса Фрейндлих) и делает для себя ещё одно открытие — не менее важное и интересное. И в конечном итоге посвящает сценарий супружеской паре.
В итоге получается история любви, которая равна истории жизни героини этого фильма. Её муж, крупный ученый, погибает во время испытаний. И теперь, рассказывая о нем человеку, который хочет написать об ученом книгу, она как бы заново проживает свою семейную жизнь, полную светлой любви, потерь и обретения.

## В ролях
- Алиса Фрейндлих — Анна, жена Командора
- Василий Лановой — Александр Степанович Бондарь («Командор»)
- Иннокентий Смоктуновский — Вадим Петрович, драматург
- Виктор Маляревич — Василий
- Владимир Козел — генерал Константин Георгиевич Марков
- Владимир Волков — полковник ВВС
- Левон Кукулян — Георгий Агасович Степанян, начальник лаборатории
- Алексей Чернов — Никифор
- Сергей Карнович-Валуа — профессор
- Геннадий Карнович-Валуа
- Виктор Полищук
- Неонила Гнеповская — врач

## Съёмочная группа
- Автор сценария: Иван Менджерицкий, Евгений Хринюк
- Режиссёр: Евгений Хринюк
- Оператор: Николай Кульчицкий
- Художник: Анатолий Добролежа
- Директор картины: Леонид Корецкий

## Премьеры фильма
Даты и места премьер:
- 28 ноября 1975 года — ГДР
- 29 января 1976 года — ВНР
- 23 февраля 1976 — ПНР
- 8 марта 1976 года — СССР

## Рецензии
- Т. Дрияева. Командор на службе и дома. — «Искусство кино», № 10, 1976 г.